# 朝鮮労働党対外連絡部
朝鮮労働党対外連絡部（ちょうせんろうどうとうたいがいれんらくぶ）は、かつて存在した朝鮮民主主義人民共和国（北朝鮮）の情報機関。2009年の情報機関改革で、内閣附属の内閣第225部（室）（対外交流局（대외교류국））に縮小改編された後、再び党所属に復帰し、現在では第225部（室）は朝鮮労働党統一戦線部の傘下機関となっている。

## 概要
朝鮮労働党対外連絡部は、韓国内に浸透して秘密地下組織（地下党）を構築し、スパイや地下組織を管理する機関であった。かつては連絡部、社会文化部と呼ばれていた。俗に他の党諜報機関とともに「三号庁舎」とも呼ばれる。また、韓国内の反韓国勢力（親北朝鮮勢力）を糾合し、反北朝鮮勢力に対するテロと拉致を行っていた。数百名の工作員を擁していた。

### 烽火政治大学
烽火政治大学（110連絡所）は、1989年に新設された。烽火政治大学は、金正日政治軍事大学の工作員分校が発展したもので、対外連絡部の対南工作員養成機関である。

## 活動内容
- 要人暗殺
- 日本人拉致
- 政治・経済・社会・軍事情報収集
- 流言飛語の流布
- 工作員の獲得
- 韓国、日本の政治団体、社会団体、キリスト教など宗教団体への浸透工作
- 工作員の密封教育、韓国への侵入、地下組織構築
- 工作員による貿易会社の運営
- 麻薬密売等の非合法活動
- 日本から核開発やミサイル開発に必要な部品の密輸

## 組織
傘下の組織
- 烽火政治大学校
- 日本革命村[4]
- 洛東江 (情報機関)[5]
- 在日本朝鮮人科学技術協会（科協）[6]
- 大聖総局（大成総局とも、貿易会社）
- 20余隻の貿易船を所有する。

## 部長
- 姜柱日

### 歴代部長
- 林東玉
- 鄭慶姫
- 李昌善
- 姜周一[7]

## 主導ないし関与したとされる作戦・事件
- 文世光事件
- よど号関係の日本人拉致事件[8]
- 『宿命』によれば反核運動に関与し、北朝鮮のプロパガンダ誌『おーJAPAN』の発行を行った。なお、『おーJAPAN』には、岩井章、土井たか子、宇井純、宇都宮徳馬、野間宏、久野収、丸木位里などがメッセージを寄せている[9]。
- 李韓永暗殺事件

## 有名な工作員
- 金東植[10]
- 李善実[10]
- 康成輝[11]

## 参考資料
- 金賢姫『金賢姫 いま、女として』（文藝春秋1991年）上巻 ISBN 978-4163456409、下巻 ISBN 978-4163456508
- 高沢皓司『宿命-「よど号」亡命者たちの秘密工作』（新潮文庫1998年） ISBN 978-4101355313
- 康明道『北朝鮮の最高機密』（文春文庫1998年） ISBN 978-4167550165
- 張龍雲『朝鮮総連工作員』（小学館文庫1999年） ISBN 978-4094037111
- 安明進『北朝鮮拉致工作員』（徳間文庫2000年） ISBN 978-4198912857
- 金富億『北朝鮮のスパイ戦略』（講談社文庫2002年） ISBN 978-4062566797
- 李友情（作・漫画）・李英和（監修）『金正日入門』（飛鳥新社2003年） ISBN 978-4870315754
- 別冊宝島編集部（編）『決定版! 北朝鮮ワールド』（宝島社文庫2004年） ISBN 978-4796638166